# Robert Treat Paine (politik)
Robert Treat Paine (11. března 1731, Boston Massachusetts – 11. května 1814, Massachusetts) byl americký právník a politik, nejznámější jako signatář Deklarace nezávislosti, kterou podepsal jako zástupce Massachusetts. Působil jako první generální prokurátor státu a pracoval jako soudce Nejvyššího soudu v Massachusetts.

## Životopis
Robert Treat Paine se narodil v Bostonu. Byl jedním z pěti dětí reverenda Thomase Paine a Eunice (Treat) Paine. Jeho otec byl pastorem „Franklin Road Baptist Church“ ve Weymouthu. V roce 1730 svou rodinu přestěhoval do Bostonu a stal se obchodníkem. Jeho matka byla dcera reverenda Samuela Treata, jehož otec Robert Treat (pozdější guvernér Connecticutu) byl jedním z hlavních zakladatelů Newarku v New Jersey. Zejména rodina Treatových měla v britských koloniích dlouhou historii. Rodina patřila k prvním osadníků, kteří přicestovali v roce 1620 na galeoně Mayflower z Anglie do Ameriky.

Znak Roberta Treat Paina

## Vzdělání
Paine navštěvoval Bostonskou latinskou školu a ve čtrnácti letech vstoupil na Harvardovu univerzitu. Absolvoval v roce 1749 ve věku 18 let. Poté několik let učil na Bostonské latinské škole v Lunenburgu v Massachusetts. Pokusil se také o obchodní kariéru. Cestoval na Azory, do Španělska, podnikl i velrybářskou plavbu do Grónska. Studium práva začal v roce 1755 u sestřenice své matky v Lancasteru v Massachusetts. Nepodařilo se mu stát se důstojníkem v armádě, tak se dobrovolně přihlásil jako kaplan. Když se vrátil z krátké vojenské výpravy k jezeru Lake George (Expedice Crown Point), vrátil se ke svému právnickému studiu. V roce 1756 se vrátil do Bostonu, aby pokračoval ve studiu práva a v roce 1757 byl přijat do advokátní komory. Nejprve uvažoval o vlastní právnické praxi v Portlandu (tehdy součást Massachusetts, ale nyní v Maine), ale místo toho se v roce 1761 přestěhoval do Tauntonu v Massachusetts. Do Bostonu se vrátil v roce 1780.

## Právnická kariéra
V roce 1768 byl delegátem provinčního sjezdu v Bostonu. Paine, spolu se Samuelem Quincym, vedl žalobu na britského kapitána Thomase Prestona a jeho vojáků po Bostonském masakru z 5. března 1770. John Adams obžalobě oponoval a jeho argumenty porotu přesvědčili. Většina vojáků byla propuštěna.
Paine pracoval u Massachusetts General Court v letech 1773 až 1774, byl delegátem na Provincial Congress v letech 1774 až 1775, a zastupoval Massachusetts na kontinentálním kongresu v letech 1774 až 1776. Jako delegát Kongresu podepsal Olive Branch Petition, petice zaslaná anglickému králi v roce 1775 a pomohl stanovit pravidla dohody a získat argumenty pro nadcházející válku. V roce 1776 byl jedním z signatářů Deklarace nezávislosti.
Do Massachusetts se vrátil koncem prosince 1776. V roce 1777 se stal mluvčím Massachusetts House of Representatives (Sněmovna reprezentantů). V roce 1779 byl členem výkonné rady. V roce 1780 byl členem výboru, který vypracoval návrh státní ústavy. Od roku 1777 do roku 1790 působil u Massachusetts Attorney General jako generální prokurátor. Byl jedním z žalobců účastníků Shays' Rebellion. (V letech 1777–1785 byl úřadujícím generálním prokurátorem Benjamin Kent.) V roce 1780 byl členem americké akademie umění a věd.(American Academy of Arts and Sciences) Od roku 1790 až do roku 1804, kdy odešel do důchodu pracoval jako soudce Nejvyššího státního soudu. Zemřel ve věku 83 let v roce 1814, byl pohřben v bostonském hřbitově Granary Burying Ground. Mnoho z jeho dokladů, včetně korespondence a právních poznámek je nyní uloženo v Massachusetts Historical Society (Massachusettská historická společnost).
Robert Treat Paine byl kongregacionalista a oddaný křesťan. Když se jeho kostel, First Church of Boston změnil na kostel unitářský, stal se Paine unitářem.

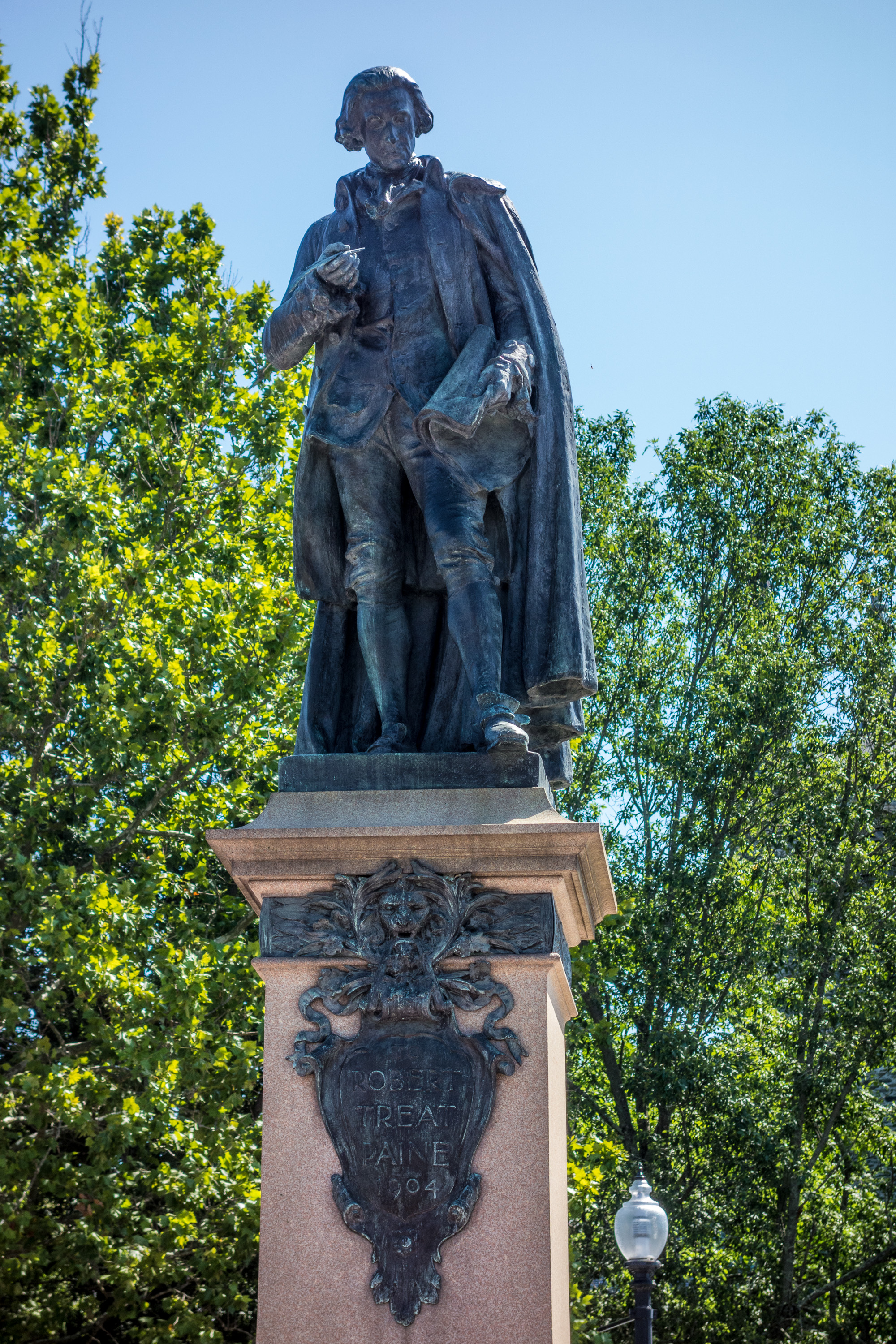
Socha Roberta Treat Paine, Richard E. Brooks, (1904), Taunton, Massachusetts

## Poznámka
1. ↑  Shays' Rebellion, ozbrojené povstání v Massachusetts, které vedl Daniel Shays. Vzpoura vypukla jako reakce na dluhovou krizi mezi občany a zvýšené úsilí státu o výběr daní. K bojům došlo většinou v a kolem Springfieldu v letech 1786 a 1787. Shays vedl čtyři tisíce rebelů (nazývaných Shaysites) na protest proti ekonomickým a občanským nespravedlnostem. Byl veteránem americké revoluční války, účastníkem bitev o Lexington a Concord, bitvy o Bunker Hill a bitvy u Saratogy. Šok ze Shaysovy rebelie vrátil generála Washingtona zpět do veřejného života, což jej dovedlo k jeho dvěma volebním obdobím jako prvního prezidenta Spojených států. Mezi historiky stále existuje debata o vlivu rebelie na ústavu a její ratifikaci.V tomto článku byl použit překlad textu z článku Shays' Rebellion na anglické Wikipedii.